# Майкл Кваме Гбордзо
Майкл Кваме Гбордзо (англ. Michael Kwame Gbordzoe; август 1942, AwateTodzi, Золотой Берег) — ганский учёный-физик, поэт, доктор наук. Автор слов текста государственного Гимна Ганы.

## Биография
Учился в школе при римско-католической миссии. В 1956 году был принят в епископский колледж им. Германа Кпандо в регионе Вольта. В 1960—1962 годах учился в колледже Адисадель (Кейп-Кост, Гана).
В июне 1962 года сдал экзамены и получил свидетельство об образовании Лондонского университета по физике и математике.
С октября 1962 по июнь 1963 года — преподаватель математики и физики в педагогическом колледже Святого Франциска в Гане.
В ноябре 1963 года, получив стипендию от «Afrikanum» — организации африканских миссионеров из Кёльна, отправился из Ганы в ФРГ для получения университетского образования. С октября 1964 года изучал физику и философию в Штутгартском университете, который окончил в 1972 году. В 1977 году получил степень доктора наук в университете Фрайбурга. В 1970-х годах был председателем Союза ганских студентов в Европе.
Был ассоциированным членом Международного центра теоретической физики им. Абдуса Салама (Триест, Италия). В 1996 году получил сертификат специалиста по международной торговле. Проводил исследования по Республике Гана и Южно-Африканской Республике, сравнивал жизненно важные аспекты политической истории и экономики двух стран того времени.
После военного переворота в Гане 1966 года старая версия слов гимна, которую написал Эммануил Паппо-Томпсон, содержавшая упоминания о флаге, была заменена на новую. В результате проведённого национального конкурса автором нового текста гимна «Боже, сохрани/благослови нашу Родину Гану» (God Bless Our Homeland Ghana) был признан студент Майкл Кваме Гбордзо.
Он автор лирической присяги (Национального Обязательства) Ганы — «Обещаю своей честью быть верным Гане, верным моей Родине».
Ныне ряд его стихов ещё не опубликован.